# Опасная сторона
«Опасная сторона» (англ. Wild Side) — фильм 1995 года режиссёра Дональда Кэммелла. Кэммелл вместе со своим монтажёром был уволен ещё до выпуска фильма, и картина вышла в продюсерской редакции даже без упоминания его в титрах. Разочарованный полученным результатом, Кэммелл впал в депрессию, которая привела его к самоубийству в 1996 году. В 1999 году силами жены Кэммелла, соавтора сценария первоначальной версии и монтажёра была выпущена режиссёрская версия фильма, посвящённая Кэммеллу.

## Сюжет
Алекс Ли работает на Лонг Бич в сфере инвестиционного банкинга. Работа не избавляет её от денежных проблем, и по ночам она подрабатывает элитной проституткой. Явившись по вызову к эксцентричному миллионеру Бруно Бакингхэму, в ходе встречи она узнаёт немало подробностей о его незаконных махинациях. Однако Бруно нервничает, опасаясь, что Алекс может быть подосланным агентом ФБР. Он посылает своего водителя, Тони, проверить Алекс, не подозревая, что как раз Тони и является полицейским, работающим под прикрытием. Тони принуждает Алекс помочь ему разоблачить Бруно, открыв специальный счёт для отмывания денег. В этом ей должна помочь Вирджиния, бывшая жена Бруно. Но планы Тони рушатся, когда у Вирджинии и Алекс начинается роман. У них появляются собственные планы на деньги Бруно, и Алекс предстоит столкнуть между собой Бруно и Тони.

## Актёрский состав
| В ролях         |  | Персонаж           |
| --------------- |  | ------------------ |
| Энн Хеч         |  | Алекс Ли / Йоханна |
| Джоан Чэнь      |  | Вирджиния Чоу      |
| Кристофер Уокен |  | Бруно Бакингхэм    |
| Стивен Бауэр    |  | Тони               |